# 1479 en philosophie
Chronologie de la philosophie
- 1475
- 1476
- 1477
- 1478
- 1479
- 1480
- 1481
- 1482
- 1483

L’année 1479 a été marquée, en philosophie, par les événements suivants :

## Naissances
- Charles de Bovelles, latinisé en Carolus Bovillus (né en 1479 à Sancourt, mort à Ham après 1566), est un philosophe et mathématicien français, professeur au Collège du Cardinal-Lemoine, puis chanoine de Noyon, qui composa notamment une Géométrie en françoys (1511), premier ouvrage scientifique imprimé en langue française.

- 12 décembre à Bologne : Leandro Alberti (mort le 9 avril 1552 à Bologne), religieux dominicain, un philosophe, un historien et un théologien italien du XVIe siècle, qui fut provincial de son ordre.